# Molovin
Molovin (szerbül Моловин / Molovin) falu Szerbiában, a Vajdaságban, a Szerémségi körzetben, Sid községben.

## Népesség

### Demográfiai változások
| 1948 | 1953 | 1961 | 1971 | 1981 | 1991 | 2002 |
| ---- | ---- | ---- | ---- | ---- | ---- | ---- |
| 477  | 491  | 496  | 460  | 362  | 305  | 298  |